# Olaf Grosse
Olaf Grosse (Alemania) es un gimnasta artístico alemán, que compitió representado a Alemania del Este, siendo medallista mundial de bronce en 1974 en el concurso por equipos.

## 1974
En el Mundial de Varna 1974 gana el bronce en el concurso por equipos, tras Japón y la Unión Soviética, siendo sus compañeros: Wolfgang Thüne, Bernd Jäger, Wolfgang Klotz, Rainer Hanschke y Lutz Mack.